# La Libra
La Libra è stata una rivista letteraria mensile fondata a Novara nel 1928, diretta da Mario Bonfantini, pubblicata fino al 1930.

## Storia editoriale
La rivista, attenta allo sviluppo della narrativa italiana, specie di fine Ottocento, per evitare di essere condizionata da mode letterarie e direttive del regime fascista, evitò di esporre una linea editoriale precisa dichiarando esplicitamente di essere «priva di tendenza».  Affermava che gli amici che la sostenevano erano consapevoli di «trovarsi sempre d'accordo in quel che veramente importa» e, pur nella differenza delle idee, ritenevano di formare «un assieme veramente concorde». I redattori erano cognitivamente coesi nel ritenere che la decadenza della letteratura d'Italia nel corso specie degli anni del primo dopoguerra si fosse generata a causa dello scadimento morale dei giovani autori e che una vera arte, come tale se lungi da sperimentalismi di tipo avanguardistico (gli autori della Libra si espressero negativamente anche nei confronti di riviste del coevo movimento del Novecentismo inaugurato da Bontempelli) avesse necessità intanto di maggiore umiltà, umanità e studio.
I primi tre fascicoli del periodico (il primo numero porta la data del 1º novembre), stampati nella tipografia novarese di G. Parzini, avevano solo quattro pagine. Una seconda serie, con un numero di pagine maggiore sia pure variabile, venne data alle stampe dal giugno del 1929.
Affiancarono in redazione il direttore Mario Bonfantini, Giorgio De Blasi, Enrico Emanuelli, Enzo Giachino, Mario Soldati ed Ettore Zanconi. Collaborarono con la rivista Giacomo Debenedetti, Giacomo Noventa, (che vi pubblicò il frammento di un suo poema dal titolo Castrogallo), Guido Piovene, Dino Garrone e Giuseppe Raimondi., Silvio Pellegrini, Alfredo Bosisio, Alfonso Silipo, Domenico Petrini e Ferdinando Neri; il pittore Nino Strada.

La pubblicazione dei fascicoli venne accompagnata da breve attività editoriale ("Le Edizioni della Libra"), con l'iniziativa, mai portata a termine, di rilancio delle opere minori d'Ippolito Nievo. Con il fascicolo di giugno 1930, abbandonata da parecchi collaboratori, impegnati all'estero,  La Libra chiuse definitivamente.

Mario Bonfantini